# Econometrie
Econometria este aplicarea metodelor statistice datelor economice pentru a da conținut empiric relațiilor economice. Mai precis, este „analiza cantitativă a fenomenelor economice actuale bazate pe dezvoltarea concomitentă a teoriei și observației, legate de metode adecvate de inferență”. Un manual de introducere în domeniul economiei descrie econometria ca permițând economiștilor „să treacă prin munții de date pentru a extrage relații simple”. Prima utilizare cunoscută a termenului „econometrie” (în formă înrudită) a fost realizată în 1910 de economistul polonez Paweł Ciompa. Jan Tinbergen este considerat de mulți drept unul dintre tații fondatori ai economometriei. Ragnar Frisch este creditat că a inventat termenul în sensul în care este folosit astăzi.
Un instrument de bază pentru econometrie este modelul de regresie liniară multiplă. Teoria econometrică folosește teoria statistică și statisticile matematice pentru a evalua și dezvolta metode econometrice. Econometricienii încearcă să găsească estimatori care au proprietăți statistice dezirabile, incluzând imparțialitatea, eficiența și consecvența. Econometria aplicată folosește econometria teoretică și datele din lumea reală pentru evaluarea teoriilor economice, dezvoltarea de modele econometrice, analiza istoriei economice și previziune.
Două dintre scopurile principale ale econometriei sunt furnizarea de măsurări empirice pentru teoria economică și verificarea teoriei cu ajutorul testelor. Spre exemplu, teoria economică prezice că funcția cererii se îndreaptă de sus în jos. Estimările econometrice pot verifica sau demostra falsul acestei preziceri, și măsura care este magnitutinea acestui fenomen. 
O procedură de bază a econometriei este regresia. Regresiile sunt importante pentru economiști pentru că aceștia nu pot folosi simulări în economie. Ei pot observa datele, iar modelele trebuie să fie interpretate pentru a înlătura problemele de observare sau de analiză.

## Personalități
Premiul Nobel în Economie a fost primit de urmatoarele personalități pentru contribuția lor în econometrie:
- Jan Tinbergen și Ragnar Frisch au primit premiul Nobel în 1969 (primul premiu Nobel în științe economice) pentru dezvoltarea și aplicațiile practice ale modelelor dinamice in analiza fenomenelor economice
- Lawrence Klein, profesor de economie la University of Pennsylvania, a primit premiul în 1980 pentru modelarea pe computer.
- Trygve Haavelmo a primit premiul în 1989. Contribuția sa principală în econometrie a fost articolul său din 1944 "The Probability Approach to Econometrics" (publicat în revista Econometrica) .
- Daniel McFadden și James Heckman au primit premiul în comun în anul 2000 pentru lucrările lor în micro-econometrie. McFadden a înființat laboratorul de econometrie la Universitatea California în Berkeley.
- Robert Engle și Clive Granger au primit premiul în 2003 pentru lucrările lot referitoare la analiza seriilor. Engle a fost cel care a itițiat metoda ARCH (autoregressive conditional heteroskedasticity), iar Granger a promovat cointegrarea (cointegration).

Linkul următor Econometric Author Links of the Econometrics Journal Arhivat în 8 decembrie 2006, la Wayback Machine. oferă legături la articole recente având ca subiect econometrie prin intermediul EconPapers (RePEc).

## Programe Software
Câteva dintre pachetele software folosite în mod curent în econometrie: SAS, Stata, RATS, TSP, SPSS, WinBugs. 
- Listă a pachetelor software pentru econometrie
- Comparații ale pachetelor software pentru econometrie
- EViews
- gretl
- Microfit
- R programming language
- SHAZAM
- SPSS
- Stata
- web:reg